# 群馬県道・長野県道108号下仁田佐久穂線
群馬県道・長野県道108号下仁田佐久穂線（ぐんまけんどう・ながのけんどう108ごう しもにたさくほせん）は、群馬県甘楽郡下仁田町と長野県南佐久郡佐久穂町を結ぶ一般県道である。

## 概要

### 路線データ
- 起点：群馬県甘楽郡下仁田町下仁田（仲町交差点、下仁田上野線・下仁田臼田線交点）
- 終点：長野県南佐久郡佐久穂町海瀬（余地入口交差点、国道299号交点）

## 歴史

### 年表
- 2011年（平成23年）4月1日 - 路線名が下仁田佐久線から下仁田佐久穂線に変更された[1][2]。

## 地理

### 通過する自治体
- 群馬県甘楽郡
  - 下仁田町 - 南牧村
- 長野県南佐久郡
  - 佐久穂町

### 交差・接続する道路
- 群馬県
  - 国道254号・群馬県道195号南蛇井下仁田線 - 甘楽郡下仁田町下仁田（下仁田交差点、起点）
  - 群馬県道208号下仁田停車場線 - 甘楽郡下仁田町下仁田（上町交差点）
  - 群馬県道193号下仁田小幡線 - 甘楽郡下仁田町川井
  - 群馬県道172号小平下仁田線 - 甘楽郡下仁田町青倉（跡倉交差点）
  - 群馬県道202号黒滝山小沢線 - 甘楽郡南牧村小沢
  - 群馬県道45号下仁田上野線 - 甘楽郡南牧村磐戸
  - 群馬県道201号星尾羽沢線 - 甘楽郡南牧村羽沢
  - 群馬県道93号下仁田臼田線 - 甘楽郡南牧村羽沢
  - 林道大上線 - 甘楽郡南牧村熊倉

この間通行不能
- 長野県
  - 国道299号 - 南佐久郡佐久穂町海瀬（余地入口交差点、終点）

### 沿線
- 余地ダム[4]